# Nové Město (Praha)
Nové Město (latinsky Nova Civitas, německy (Prager) Neustadt) je městská čtvrť a katastrální území Prahy na pravém břehu Vltavy, má rozlohu 3,34 km². Od založení Karlem IV. roku 1348 bylo Nové Město pražské královským městem, roku 1784 se stalo jednou ze čtyř čtvrtí sloučeného Královského hlavního města Prahy.
Severní část patří do obvodu a městské části Praha 1, část jižně od hranice vedoucí po Jiráskově mostě, ulicích Myslíkově, Lazarské a Žitné (1,75 km²) do obvodu Praha 2 a malá část spadá do obvodu Praha 8 (bezprostřední okolí Těšnova a Florence).

## Historie

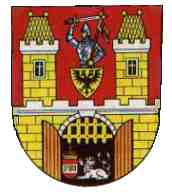
Historický znak Nového Města

Nové Město založil dne 8. března 1348 český král Karel IV. Město bylo obehnáno gotickými hradbami a rychle se začalo zaplňovat novými domy dle urbanistického plánu; v jižní části směrem k Vyšehradu však zůstalo až do nové doby převážně nezastavěné. Přes původní záměr spojit Nové i Staré Město do jednoho celku, zůstala obě města samostatně spravována a oddělena hradbami s příkopem.
Výraznou roli hrálo Nové Město v době husitství, zvláště v jeho počátcích. Za počátek je považována novoměstská defenestrace v roce 1419, tedy zabití konzervativních konšelů na Novoměstské radnici stoupenci husitské revoluce. Na tom mělo podíl i národnostně-sociální složení obyvatelstva Nového Města, kde na rozdíl od staroměstských převážně německých patricijů bylo výrazněji zastoupeno české obyvatelstvo a nižší sociální vrstvy. Vůdcem pražských radikálů se stal novoměstský kazatel Jan Želivský, jehož revoluční diktatura byla ukončena zatčením a popravou roku 1422.
V novověku získalo Nové Město nové barokní bastionové opevnění, budované po třicetileté válce, od poloviny 17. století. Ze samostatného města na městskou čtvrť se proměnilo na konci 18. století, kdy se 12. února 1784 stalo součástí nově vzniklého Královského hlavního města Prahy. Následně byly teprve zrušeny příkopy oddělující Staré Město a na jejich místech vznikly reprezentativní třídy (bulváry), zejména Nové aleje (Národní) a Na příkopě.
V 19. i 20. století prošlo Nové Město výraznou stavební proměnou, mj. zde byly vybudovány významné veřejné budovy (nejstarší a další nádraží, Národní divadlo, Národní muzeum) a bylo zrušeno vnější opevnění, na jehož místě vznikla severojižní magistrála. Kvality Nového Města jako historického města byly doceněny až v druhé polovině 20. století. Zásluhu na tom měli zejména Vilém Lorenc, který ve své monografii z roku 1973 zhodnotil vrcholně gotickou architekturu i výjimečnost urbanistického řešení, a Dobroslav Líbal, který pracoval na podkladech, na jejichž základě bylo Nové Město zahrnuto do historického centra zapsaného roku 1992 na seznam UNESCO.

## Území

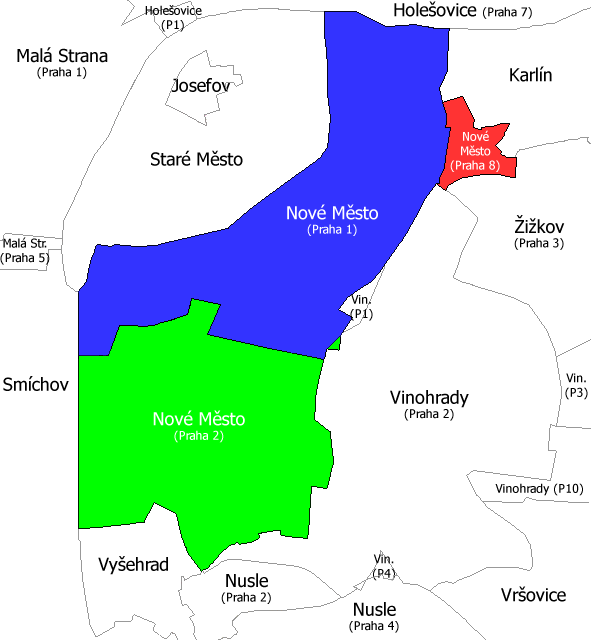
Mapa katastrálního území

Hranice dělící Nové Město mezi obvody a městské části Praha 1 a Praha 2 prochází od Jiráskova náměstí po Masarykově nábřeží, ulicemi Myslíkova a Lazarská, jižní částí Vodičkovy a ulicí Žitná. Neoficiálně se čtvrť dělí podle polohy při toku Vltavy na Horní Nové Město od Václavského náměstí směrem k Vyšehradu a Dolní Nové Město na opačné straně směrem ke Karlínu.
Hranice mezi Novým Městem a Starým Městem lemují bulváry v místech staroměstských hradeb Revoluční, náměstí Republiky, Na Příkopě, 28. října a Národní. Vnější hranice Nového Města probíhá přibližně v trase někdejších novoměstských hradeb, které z větší dnes kopíruje severojižní magistrála. Na severovýchodě hraničí Nové Město s Karlínem a Žižkovem, na východě s Vinohrady a na jihu s Vyšehradem. Mezi Vinohrady a Vyšehradem se v jednom bodě v ulici Na Slupi Nové Město dotýká též Nuslí. Jihozápadní hranici Nového Města tvoří řeka Vltava a za ní Smíchov, zatímco na severu Nové Město uzavírá Vltava, za kterou následují Holešovice.
V severní části, patřící do obvodu a městské části Praha 1, se nachází například Slovanský ostrov, Národní divadlo, Vojtěšská čtvrť, Václavské náměstí včetně Národního muzea, oblast s ulicemi Jindřišská, Panská a Nekázanka, nová odbavovací budova hlavního nádraží, veřejná část Masarykova nádraží, nejstaršího nádraží na území tehdejší Prahy, náměstí Republiky, Petrská čtvrť, ulice Na Florenci, Těšnov a budova ministerstva dopravy na nábřeží Ludvíka Svobody.
V jižní části, patřící do obvodu a městské části Praha 2, leží Výtoň (bývalé Podskalí), Zderaz, Karlov a Albertov, Emauzský klášter (Na Slovanech) a univerzitní botanická zahrada, Karlovo náměstí s Novoměstskou radnicí a rozsáhlými nemocničními areály.
Do obvodu a městské části Praha 8 patří z Nového Města jen východní část Masarykova nádraží, dopravní plocha horní (západní) části Ústředního autobusového nádraží Florenc a meziuliční blok s Muzeem hlavního města Prahy.

## Doprava
Masarykovo nádraží je věnované příměstské a regionální vlakové dopravě, hlavní nádraží přístupné především Novou odbavovací halou příměstské, regionální a dálkové dopravě, pravidelná nákladní vlaková doprava byla v obou nádražích zrušena. Novým Městem procházejí všechny tři linky metra a je zde i celý přestupový trojúhelník (linka A: Můstek a Muzeum, linka B: Karlovo náměstí, Národní třída, Můstek, Náměstí Republiky a Florenc a linka C: Muzeum, Hlavní nádraží a Florenc. Velké množství tramvajových linek má hlavní uzel na Karlově náměstí a hlavní přestupní bod nočních linek je v nedaleké Lazarské ulici. Nové Město protíná automobilová Severojižní magistrála a kolmé tepny v ulicích Ječná, Žitná a Resslova.

## Pověsti
- V době husitských válek žil na Novém Městě německý zvonař Lochmayer, odpůrce husitů. Když odlil zvon pro kostel sv. Štěpána na Novém Městě, přál si, aby vyzváněl některému významnému husitovi k popravě. To se proslechlo mezi lidmi a zvonař byl odsouzen k smrti. Před jeho stětím na Dobytčím trhu mu zazvonili jeho zvonem a Lochmayer i se zavázanýma očima poznal jeho hlas, proklel svůj zvon a prohlásil, že bude městu zvěstovat neštěstí. Když v roce 1422 popravovali husitského kněze Jana Želivského, Lochmayerův zvon se rozezněl sám od sebe a naplnil tak přání svého pána. Potom se dlouho užíval ke zvonění na mraky, na poplach a proti epidemiím a opravdu městu ohlašoval blížící se pohromy. Jednoho dne roku 1542, když s ním zvonili na mraky, houpal se na zvonu malý chlapec a rozhoupaný zvon jej vyhodil z okna věže. Zvon při té zvláštní příhodě pukl a roku 1585 byl přelit. Nový zvon dostal jméno Štěpán a od té doby prý už smůlu nepřináší. Zabitý chlapec měl až do 19. století u kostela svůj náhrobek.
- V roce 1559 vyhořela od blesku věž novoměstské radnice. Při požáru byl zničen tamní zvon a uhořel měšťan Václav Tyšlár. Když lidé vystoupili na poškozenou věž, mezi popelem a troskami našli bílou holubici. Lidé věřili, že je to duše zemřelého měšťana a obětovali ji arciknížeti Ferdinandovi Tyrolskému.
- Když v roce 1686 zemřela Eleonora Magdalena, vdova po císaři Ferdinandovi III., umíráček z novoměstské radnice prý zvonil sám od sebe.
- Na nároží ulic Karolíny Světlé a Anenské stával kostel sv. Jana Křtitele s klášterem, za Josefa II. byl zrušen a přestavěn, v roce 1896 zbořen a postaven nový dům. V domě straší zvoník Makudera, který v bývalém kostele kradl svíčky a také dříví z lesa a jiné věci a za krádeže byl roku 1568 odsouzen k smrti. Poté nenašel pokoje a za trest musí na půdě domu svítit svou zapálenou rukou. V podkroví domu je někdy slyšet šepot zvonů, které oznamují, že někdo v domě zemře.
- Na Haštalském náměstí stával klášter sv. Anežky, který byl zrušen císařem Josefem II. Později se v klášteře nacházela zvonařská dílna rodu Diepoldů, jejíž enigma přitahovalo duchy zemřelých jeptišek, které žehnaly nově ulitým zvonům a jedna z nich je celou noc hlídala.

## Významné budovy
- Národní divadlo
- Národní muzeum
- Novoměstská radnice
- Tančící dům